# Jávai tigris
A jávai tigris (Panthera tigris sondaica) a ragadozók (Carnivora) rendjébe és a macskafélék (Felidae) családjába tartozó tigris (Panthera tigris) egy kihalt alfaja.

## Megjelenése

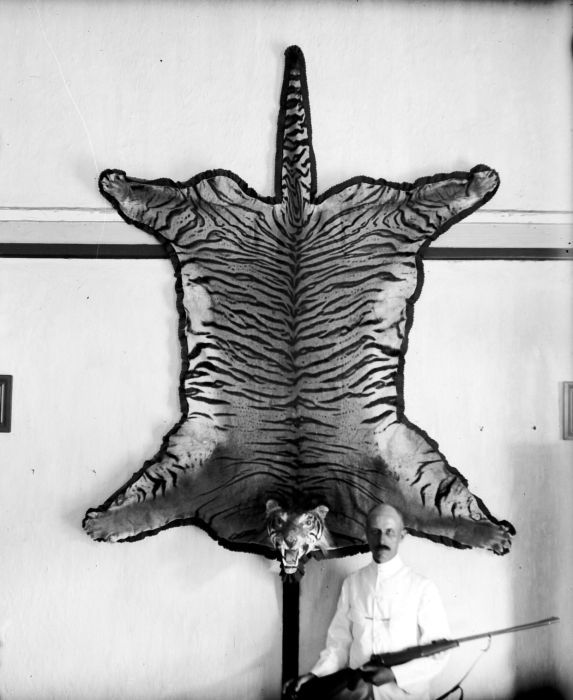
A nagymacska bőre az amszterdami Tropenmuseum gyűjteményében, 1915.

A jávai tigris a szárazföldi alfajokhoz képest kis termetű, de a bali tigrisnél nagyobb és a szumátraival hasonló nagyságú volt. Csíkja általában hosszúak és vékonyak voltak, bár több volt belőlük, mint a szumátrai tigris esetében. Orra hosszú és keskeny, a nyakszirti sík feltűnően keskeny és a tépőfoga viszonylag hosszú volt.
A hím hossza általában a 2,48 métert érte el, tömege pedig 100–141 kg között alakult, míg a nőstény ennél általában kisebb, súlya pedig 75–115 kg körüli volt.
A jávai tigris aránylag kis testméretét a Bergmann-szabálynak és a Jáván rendelkezésre álló prédaállatok (szarvasok, marhafélék) szárazföldi társaihoz képesti kisebb termetének tulajdonítják. Viszont lábnyomainak átmérője nagyobb volt, mint a bengáli tigrisé.
Úgy tartják, hogy elég erős volt ahhoz, hogy mancsával eltörje a lovak vagy vízibivalyok lábát.

## Elterjedése
Régebben Jáva nagy részén megtalálható volt, de a 40-es évekre visszavonult a távolabbi hegyvidéki és erdős területekre. 1970 körül az egyetlen ismert egyed a Meru Betiri régióban élt, ami a sziget délkeleti részének legmagasabb hegye. Ez a zord, lejtős tereppel bíró régiót az ember nem lakta be. Egy 500 km2 nagyságú területet 1972-ben vadrezervátumnak nyilvánítottak, valamint az utolsó tigriseket is ott látták 1976-ban.

## Életmódja
A jávai tigris fő zsákmányállatai a sörényes szarvas, a banteng és a vaddisznó voltak, de kisebb részben vadászott vízimadarakra és hüllőkre is. Semmit nem lehet tudni a vemhessége idejéről és az élettartamáról. A második világháborúig néhány egyedet tartottak indonéz állatkertekben, melyeket a háború alatt bezártak. Ezt követően könnyebb volt szumátrai tigriseket beszerezni.
|  |  |  |  |

## Kihalása
Az 1830-as években a jávai tigris vadászatát pénzadománnyal illették. 1850 körül a vidéki lakosság kártevőnek tartotta. A tigrisek vadászata a 20. század elején vált gyakoribbá, amikor a szigeten már 28 millió ember élt és a rizs előállítása nem volt elég a gyarapodó népesség igényeinek megfelelő kielégítéséhez. 15 éven belül 150%-kal több földet szabadítottak fel a rizsföldek számára. 1938-ban csupán a sziget 23%-át borította természetes erdő. 1975-re az erdőnek csupán 8%-a maradt meg, és ezzel párhuzamosan a népesség már 85 millió főre nőtt. Ezen ember által uralt tájban a jávai tigris kipusztulását számos tényező együttese okozta:
- A tigriseket és zsákmányállataikat sok helyütt megmérgezték ebben az időben, amikor életterük rohamosan csökkent.
- A természetes állapotban megmaradt erdők a második világháború után sok helyütt feldarabolódtak a teakfa, kávé és a kaucsukfa ültetvényei miatt, amelyek a vadállatok számára élőhelyként alkalmatlanok.
- A sörényes szarvas, ami a nagymacska legfőbb prédája volt, a 60-as években számos védett területről kiveszett egy betegség miatt.
- Az 1965 utáni polgári zavargások időszakában a fegyveres csoportok a védett területekre vonultak vissza, ahol elpusztították a megmaradt tigriseket.

### A védelmére tett utolsó erőfeszítések
Az 1960-as években az Ujung Kulon Nemzeti Park tigrispopulációját 10-12 egyedre becsülték. A 60-as évek közepéig három védett területen éltek jávai tigrisek, amelyeket az 1920-as-és 1930-as években hoztak létre: a Leuweng Sancang Természetvédelmi Területen, az Ujung Kulon-és a Baluran Nemzeti Parkokban. A polgári zavargások időszaka után nem láttak ezen helyeken tigrist. 1971-ben egy idősebb nőstényt elejtettek egy sziget dél-keleti részén fekvő ültetvényen. 1972-ben ezt a területet vadrezervátummá nyilvánították, kis vadvédelmi őrséget hozva létre, valamint még négy élőhely-kezelési projektet kezdeményeztek. A rezervátumra súlyos zavaró hatással volt két nagyobb ültetvény a nagyobb folyóvölgyekben, amelyek a tigris és zsákmánya számára a legideálisabb élőhelyet foglalták el. 1976-ban a rezervátum keleti részén lábnyomokat találtak, amelyek három-öt tigris jelenlétére utaltak. Csak néhány banteng maradt fenn az ültetvények közelében, viszont a sörényes szarvas nyomait nem lehetett látni.
1979-ben a Meru Betiri Nemzeti Park területén már nem észlelték a nagymacskákat. 1980-ban javasolták a vadrezervátum kiterjesztését és az emberi tevékenység törékeny ökoszisztémára gyakorolt negatív hatásainak megszüntetését. Az Indonéz Természetvédelmi Hatóság 1982-ben hajtotta végre ezeket az ajánlásokat azáltal, hogy a rezervátumot nemzeti parkká nyilvánította. Ezek az intézkedések túl későn történtek ahhoz, hogy megmentsék a régióban maradt utolsó néhány tigrist. 1987-ben a Bogori Agrár Egyetem egy 30 fős diákcsoportja expedíciót vezetett Meru Betiribe. Ötfős csoportokban átkutatták a területet, aminek eredményeként tigrisnyomokat találtak.
A Jáva nyugati részén található a Halimun Rezervátum, amely ma a Mount Halimun Salak Nemzeti Park része, ott 1984-ben egy tigrist öltek meg, és az 1989-ben talált lábnyomok akkorák voltak, mint egy tigrisé. Az 1990-ben lebonyolított hat biológusból álló expedíció azonban nem hozott egyértelmű, közvetlen bizonyítékot egy tigris jelenlétére. 1992 őszén az WWF Indonézia támogatásával egy későbbi felmérést csináltak a Meru Betiri Nemzeti Parkban, első alkalommal telepítve kameracsapdákat. 1993 márciusa és 1994 márciusa között 19 helyre helyeztek kamerákat, de nem mutattak ki élő tigrist. Ebben az időszakban nem találtak a tigrisek jelenlétére utaló nyomokat. A felmérés végső eredményének közzététele után a jávai tigrist hivatalosan kihaltnak nyilvánították.
A Meru Betiri Nemzeti Parkban tigrisek esetleges jelenlétére utaló pletykák és jelek arra ösztönözték a park főgondnokát, Indra Arinalt, hogy újabb kutatást kezdeményezzen. A "Szumátrai tigris Projekt" támogatásával 1999 őszén a park 12 munkatársát képezték ki kameracsapdák felállítására és megfigyeléseik feltérképezésére. A kanadai "The Tiger Foundation" szervezet infravörös kamerákat biztosított. Az egy éven át tartó munka ellenére a kamerák nem örökítettek meg tigrist, hanem helyette néhány prédaállatot és sok orvvadászt.